# Andrew Millar
Pour les articles homonymes, voir Millar.
Andrew Millar, né en 1707 et mort le 8 juin 1768 est un éditeur britannique.

## Biographie
Vers 1729, il commence une carrière de libraire et d'éditeur sur le Strand à Londres. Son jugement personnel en matière de littérature est médiocre, mais il s'entoure d'une excellente équipe de conseillers littéraires, et n'hésite pas à payer des sommes considérées à l'époque comme très élevées pour des travaux de qualité. « Je respecte Millar, Monsieur » déclare Samuel Johnson en 1755, « il a fait monter le prix de la littérature » (« I respect Millar, sir, he has raised the price of literature »). Il paie £105 pour Les Saisons de James Thomson et verse à Fielding  une somme totale de £700 pour Tom Jones et de £1000 pour Amelia.

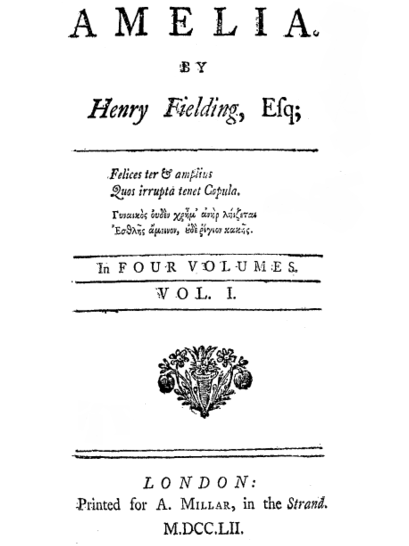
La page de garde de l'édition originale d'Amelia de Henry Fielding, paru en 1752

Il est membre du groupe de libraires qui finance, en 1755, le Dictionnaire de la langue anglaise (Dictionary of the English Language) de Johnson et c'est à lui qu'échoit l'essentiel du travail de relecture des épreuves. La même année, il publie la première édition de la Carte de Mitchell (la célèbre Mitchell Map). Il fait également paraître les ouvrages historiques de Joseph Robertson et de David Hume.
En 1769, il représente la partie plaignante dans un procès (Millar vs Taylor) qui se conclut par un accord de droit commun perpétuel sur les droits d'auteurs (common law copyright) impliquant à la fois auteurs et éditeurs. Cette décision est toutefois remise en cause 5 ans plus tard lors d'un autre procès faisant date (Donaldson vs Beckett) dans lequel le plaignant débouté n'est autre que l'apprenti de Millar, Thomas Becket (ou Beckett).
Andrew Millar meurt dans sa villa de Kew Green, près de Londres au début de mois de juin de l'année 1768.